# Russisch rugbyteam (mannen)
Het Russisch rugbyteam is een team van rugbyers dat Rusland vertegenwoordigt in internationale wedstrijden.

## Geschiedenis

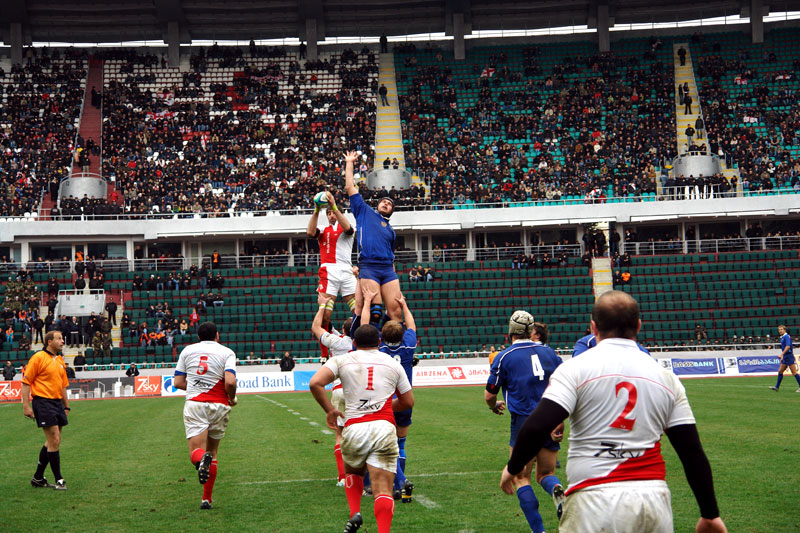
Het Russisch rugbyteam in actie tegen het Georgisch rugbyteam.

Het Russische nationale team speelde op 6 juni 1992 zijn eerste wedstrijd tegen de Barbarians. Het won die wedstrijd met 27-23. Na winst op achtereenvolgens België, Duitsland, Georgië en Polen leed Rusland zijn eerste verlies tegen Italië. Het is tot op heden de langste zegereeks van het Russische team.
Rusland plaatste zich tot op heden twee keer voor het WK. Zowel in 2011 als in 2019 gingen alle wedstrijden evenwel verloren.

## Wereldkampioenschappen
- WK 1987: nog niet onafhankelijk
- WK 1991: geen deelname
- WK 1995: niet gekwalificeerd
- WK 1999: niet gekwalificeerd
- WK 2003: gediskwalificeerd
- WK 2007: niet gekwalificeerd
- WK 2011: eerste ronde (geen overwinningen)
- WK 2015: niet gekwalificeerd
- WK 2019: eerste ronde (geen overwinningen)
- WK 2023: niet gekwalificeerd